# Kieron
Kieron ist ein männlicher Vorname.

## Herkunft und Bedeutung
Kieron ist eine anglisierte Form des irischen Vornamens Ciarán. Eine häufigere, ebenfalls von Ciarán abgeleitete Form des Namens ist Kieran.

## Namensträger
- Kieron Achara (* 1983), britischer Basketballspieler nigerianischer Abstammung
- Kieron Dwyer (* 1967), US-amerikanischer Comiczeichner
- Kieron Dyer (* 1978), englischer Fußballspieler
- Kieron Freeman (* 1992), walisischer Fußballspieler
- Kieron Moore (1924–2007), irischer Schauspieler